# Hit Mania Dance Champions 2004
Hit Mania Dance Champions 2004 è una compilation di artisti vari facente parte della serie Hit Mania.
La compilation è mixata dal dj Mauro Miclini.

## Tracce
1. Kevin Lyttle – Turn me on
2. Haiducii – Dragostea din tei (Gabry Ponte rmx)
3. M@D – The concert (rmx)
4. Brothers – The moon (Italian Version)
5. LMC vs. U2 – Take me to the clouds above
6. Altar – Sexercise
7. Mat's – Rock the drum
8. Memi vs. Bini & Martini – Dance (Disco Heat)
9. Ana Flora – Cores (feat. B-Fonic)
10. Junior Jack – Stupidisco
11. Doctor Cover – Come & get it
12. Gigi D'Agostino – Silence
13. Gipsy – Gipsy
14. Benassi Bros. – Hit my heart
15. Gigi D'Agostino & Molella – Con il nastro rosa (rmx)
16. Playmate – Mind your own business
17. Sandy Wilhelm & Subway – Promise Land
18. Sissoko – Believe
19. Mr. Vegas – Pull up
20. Sean Paul – I'm still in love with you (feat. Sasha)
21. Savan – All to the dance
22. Michael Bublé – Moondance